# J.Madihalli, Channarayapatna
J.Madihalli là một làng thuộc tehsil Channarayapatna, huyện Hassan, bang Karnataka, Ấn Độ.